# Nhà thờ chính tòa La Seo
Nhà thờ chính tòa Savior (tiếng Tây Ban Nha: Catedral del Salvador) là một nhà thờ chính tòa giáo hội Công giáo Rôma ở Zaragoza, Tây Ban Nha. Nó là một phần của di sản thế giới Kiến trúc mudejar ở Aragon.
Nhà thờ chính tòa nằm ở Plaza de la Seo và được biết với tên là La Seo (tiếng Aragon là "Tòa giám mục") để phân biệt với Vương cung thánh đường Đức Mẹ Pillar bên cạnh đó.